# Leworki
Leworki (Hemibelideinae) – podrodzina ssaków z rodziny pseudopałankowatych (Pseudocheiridae).

## Zasięg występowania
Podrodzina obejmuje gatunki występujące we wschodniej Australii.

## Systematyka

### Podział systematyczny
Do podrodziny należą następujące rodzaje:
- Hemibelideus Collett, 1884 – leworek – jedynym przedstawicielem jest Hemibelideus lemuroides Collett, 1884 – leworek ciemny
- Petauroides Thomas, 1888 – wolatucha